# Natação no Campeonato Europeu de Esportes Aquáticos de 2014 - 100 m livre feminino
A prova dos 100 metros livre feminino da natação no Campeonato Europeu de Esportes Aquáticos de 2014 ocorreu nos dias 19 e 20 de agosto em Berlim, na Alemanha. 

## Calendário
| Fase          | Data         | Hora  |
| ------------- | ------------ | ----- |
| Eliminatórias | 19 de agosto | 10:26 |
| Semifinal     | 19 de agosto | 18:12 |
| Final         | 20 de agosto | 19:18 |

Todos os horários estão no horário local (UTC+1)

## Recordes
Antes desta competição, os recordes eram os seguintes:
| Recorde mundial       | Britta Steffen | 52.07 | Roma      | 31 de julho de 2009 |
| Recorde europeu       | Britta Steffen | 52.07 | Roma      | 31 de julho de 2009 |
| Recorde do campeonato | Britta Steffen | 53.30 | Budapeste | 2 de agosto de 2006 |

Os seguintes novos recordes foram estabelecidos durante esta competição. 
| Data         | Prova | Nadadora       | Nacionalidade | Tempo | Recordes              |
| ------------ | ----- | -------------- | ------------- | ----- | --------------------- |
| 20 de agosto | Final | Sarah Sjöström | Suécia        | 52.67 | Recorde do campeonato |

## Medalhistas
| Ouro                 | Prata                 | Bronze                 |
| Sarah Sjöström (SWE) | Femke Heemskerk (NED) | Michelle Coleman (SWE) |

## Resultados

### Eliminatórias
Esses foram os resultados das eliminatórias. 
| Pos. | Bateria | Raia | Nadadora              | Nacionalidade | Tempo   | Notas |
| ---- | ------- | ---- | --------------------- | ------------- | ------- | ----- |
| 1    | 4       | 4    | Femke Heemskerk       | Países Baixos | 53.55   | Q     |
| 2    | 5       | 4    | Sarah Sjöström        | Suécia        | 53.66   | Q     |
| 3    | 3       | 4    | Michelle Coleman      | Suécia        | 54.05   | Q     |
| 4    | 5       | 5    | Pernille Blume        | Dinamarca     | 54.28   | Q     |
| 5    | 3       | 6    | Katinka Hosszú        | Hungria       | 54.45   | Q     |
| 6    | 4       | 5    | Veronika Popova       | Rússia        | 54.74   | Q     |
| 7    | 3       | 5    | Charlotte Bonnet      | França        | 54.79   | Q     |
| 8    | 4       | 6    | Maud van der Meer     | Países Baixos | 55.00   | Q     |
| 9    | 5       | 3    | Louise Hansson        | Suécia        | 55.06   |       |
| 10   | 3       | 0    | Nina Rangelova        | Bulgária      | 55.07   | Q     |
| 11   | 5       | 8    | Esmee Vermeulen       | Países Baixos | 55.18   |       |
| 12   | 4       | 3    | Erika Ferraioli       | Itália        | 55.24   | Q     |
| 13   | 3       | 2    | Margarita Nesterova   | Rússia        | 55.31   | Q     |
| 14   | 4       | 7    | Fatima Gallardo       | Espanha       | 55.35   | Q     |
| 15   | 5       | 1    | Hanna-Maria Seppälä   | Finlândia     | 55.49   | Q     |
| 16   | 5       | 6    | Arina Openysheva      | Rússia        | 55.52   |       |
| 17   | 5       | 2    | Anna Santamans        | França        | 55.58   | Q     |
| 18   | 3       | 7    | Giada Galizi          | Itália        | 55.62   | Q     |
| 19   | 3       | 8    | Cecilie Johannessen   | Noruega       | 55.68   | Q     |
| 20   | 5       | 7    | Birgit Koschischek    | Áustria       | 55.75   |       |
| 21   | 3       | 1    | Julie Levisen         | Dinamarca     | 55.76   |       |
| 22   | 5       | 0    | Darya Stepanyuk       | Ucrânia       | 55.82   |       |
| 23   | 4       | 1    | Rebecca Turner        | Reino Unido   | 55.88   |       |
| 24   | 4       | 2    | Alice Mizzau          | Itália        | 55.90   |       |
| 25   | 3       | 3    | Mariya Baklakova      | Rússia        | 56.10   |       |
| 26   | 4       | 9    | Shauna Lee            | Reino Unido   | 56.24   |       |
| 27   | 4       | 0    | Ilse Kraaijeveld      | Países Baixos | 56.29   |       |
| 28   | 4       | 8    | Cloe Hache            | França        | 56.64   |       |
| 29   | 2       | 5    | Miroslava Najdanovski | Sérvia        | 56.89   |       |
| 30   | 3       | 9    | Anna Kolárová         | Chéquia       | 56.91   |       |
| 31   | 2       | 1    | Keren Siebner         | Israel        | 56.95   |       |
| 32   | 2       | 8    | Katarina Simonović    | Sérvia        | 57.05   |       |
| 33   | 2       | 4    | Magdalena Kuras       | Suécia        | 57.16   |       |
| 34   | 2       | 6    | Tess Grossmann        | Estónia       | 57.24   |       |
| 35   | 2       | 0    | Alina Vats            | Ucrânia       | 57.28   |       |
| 36   | 2       | 2    | Noemi Girardet        | Suíça         | 57.37   |       |
| 37   | 1       | 5    | Anja Klinar           | Eslovênia     | 57.46   |       |
| 38   | 1       | 3    | Julia Hassler         | Liechtenstein | 57.68   |       |
| 39   | 2       | 3    | Yuliya Khitraya       | Bielorrússia  | 57.78   |       |
| 40   | 2       | 9    | Katharina Egger       | Áustria       | 58.55   |       |
| 41   | 2       | 7    | Eva Gliožerytė        | Lituânia      | 58.70   |       |
| 42   | 1       | 4    | Monika Vasilyan       | Armênia       | 1:00.47 |       |
| —    | 5       | 9    | Chiara Masini         | Itália        |         | DNS   |

### Semifinal
Esses foram os resultados das semifinais. 
Semifinal 1
| Pos. | Raia | Nadadora            | Nacionalidade | Tempo | Notas |
| ---- | ---- | ------------------- | ------------- | ----- | ----- |
| 1    | 5    | Pernille Blume      | Dinamarca     | 54.26 | Q     |
| 2    | 4    | Sarah Sjöström      | Suécia        | 54.31 | Q     |
| 3    | 3    | Veronika Popova     | Rússia        | 54.58 | Q     |
| 4    | 7    | Fatima Gallardo     | Espanha       | 54.85 | Q     |
| 5    | 6    | Maud van der Meer   | Países Baixos | 55.14 |       |
| 6    | 2    | Erika Ferraioli     | Itália        | 55.29 |       |
| 7    | 8    | Cecilie Johannessen | Noruega       | 55.51 |       |
| 8    | 1    | Anna Santamans      | França        | 55.77 |       |

Semifinal 2
| Pos. | Raia | Nadadora            | Nacionalidade | Tempo | Notas |
| ---- | ---- | ------------------- | ------------- | ----- | ----- |
| 1    | 4    | Femke Heemskerk     | Países Baixos | 53.66 | Q     |
| 2    | 5    | Michelle Coleman    | Suécia        | 54.15 | Q     |
| 3    | 3    | Katinka Hosszú      | Hungria       | 54.48 |       |
| 4    | 6    | Charlotte Bonnet    | França        | 54.90 | Q     |
| 5    | 2    | Nina Rangelova      | Bulgária      | 55.13 | Q     |
| 6    | 7    | Margarita Nesterova | Rússia        | 55.32 |       |
| 7    | 8    | Giada Galizi        | Itália        | 55.60 |       |
| 8    | 1    | Hanna-Maria Seppälä | Finlândia     | 55.61 |       |

### Final
Esse foi o resultado da final. 
| Pos.              | Raia | Nadadora         | Nacionalidade | Tempo | Notas                 |
| ----------------- | ---- | ---------------- | ------------- | ----- | --------------------- |
| Medalha de ouro   | 6    | Sarah Sjöström   | Suécia        | 52.67 | Recorde do campeonato |
| Medalha de prata  | 4    | Femke Heemskerk  | Países Baixos | 53.64 |                       |
| Medalha de bronze | 5    | Michelle Coleman | Suécia        | 53.75 |                       |
| 4                 | 3    | Pernille Blume   | Dinamarca     | 54.15 |                       |
| 5                 | 2    | Veronika Popova  | Rússia        | 54.34 |                       |
| 6                 | 7    | Fatima Gallardo  | Espanha       | 54.93 |                       |
| 7                 | 1    | Charlotte Bonnet | França        | 54.96 |                       |
| 8                 | 8    | Nina Rangelova   | Bulgária      | 55.46 |                       |

Legenda
| Recorde mundial       | Recorde mundial (World record)               |                       | Recorde africano                      | Recorde africano (African) |                                           | Q | Classificado por posição (Qualified) |
| Recorde do campeonato | Recorde do campeonato (Championship record)  | Recorde da América    | Recorde da América (Americas)         | q                          | Classificado por melhor tempo (Qualified) |   |                                      |
| Melhor marca do ano   | Melhor marca do ano (World leading)          | Recorde asiático      | Recorde asiático (Asian)              | DNS                        | Não largou (Did not start)                |   |                                      |
| Recorde nacional      | Recorde nacional (National record)           | Recorde europeu       | Recorde europeu (European)            | DNF                        | Não terminou (Did not finish)             |   |                                      |
| Recorde pessoal       | Recorde pessoal do atleta (Personal best)    | Recorde da Oceania    | Recorde da Oceania (Oceania)          | DSQ / DQ                   | Desclassificado (Disqualified)            |   |                                      |
| Recorde da temporada  | Recorde da temporada do atleta (Season best) | Recorde sul-americano | Recorde sul-americano (South America) | NM                         | Sem marca (No mark)                       |   |                                      |